# ダニエル・スヴェンソン
ダニエル・スヴェンソン (Daniel Svensson、1977年11月20日 - )は、スウェーデンのヘヴィメタルミュージシャン (ドラマー、ボーカリスト)。イン・フレイムスのドラマーとして著名。

## 略歴・人物
1993年に、イェーテボリのメロディックデスメタルバンド、Sacrilegeでドラマー兼ボーカリストとして活動を始める。1995年に専任ボーカリストのマイケル・アンダーソンが加入したが、ボーカル兼任は続いた。Sacrilegeは、Black Sun Recordsと契約し、1996年に1stアルバム『Lost in the Beauty You Slay』でデビューする。その後、マイケル・アンダーソンが脱退したため、再びダニエルが一人でボーカルを担当するようになった。1997年に2ndアルバム『The Fifth Season』をリリース。1995年から1996年の間、デビュー前のゴシックメタルバンド、Diaboliqueに在籍していた。
ディメンション・ゼロのレコーディング時にセッション・ボーカリストとして参加したことでイェスパー・ストロムブラードと知り合う。1998年にイン・フレイムスにドラマーとして加入。この加入がきっかけで、Sacrilegeは解散している。以降、イン・フレイムスのドラマーとして4thアルバム『Colony』以降、参加することとなった。
2006年に、Sacrilegeが再結成される。再結成にあたって、バンド名がSacrilege GBGと変わった。しかし、再結成後は目立った活動は無いまま自然消滅した。
2015年11月、イン・フレイムスから脱退を発表。脱退の理由は、家族との時間を大切にするため。
2021年11月には、元イン・フレイムスのイェスパー・ストロムブラード（ギター）、ミカエル・スタンネ（ボーカル）、ニクラス・エンゲリン（ギター）、ピーター・イワース（ベース）と結成した新バンド・ザ・ヘイロー・エフェクトのデビュー曲「SHADOWMINDS」を発表した。
ドラマーとしては、Moeller Methodと呼ばれる技法の良い見本であるとされる。また、イン・フレイムス加入後は、作詞・作曲には関わっていない(クレジットされていない)が、Sacrilegeでは、作詞、作曲も共作で行っていた。ミュージシャンとしてだけではなく、レコーディング・エンジニアとしての活動もある。
また、出身地のイェーテボリのサッカークラブチーム、IFKイェーテボリのサポーターでもある。

## 使用機材
- Drums – Tama Starclassic Maple/Bubinga, Piano White [4]
  - 12"×9" Maple Tom
  - 13"×10" Maple Tom
  - 16"×16" Maple Floor Tom
  - 18"×16" Maple Floor Tom
  - 22"×16" Bubinga Bass Drum (×2)
  - 14"×5.5" Bubinga Snare Drum

- Cymbals - Meinl
  - 14" MB20 Heavy Soundwave Hi-Hat
  - 17" MB10 Medium Crash
  - 20" MB20 Heavy Crash
  - 18" MB20 Heavy Crash
  - 18" MB20 Rock China
  - 22" MB20 Heavy Bell Ride
  - 12“ MB20 Rock Splash
  - 10“ MB20 Rock Splash
  - 8“ Classics Bell Effect Cymbal

- Drum Heads - Evans
  - Toms - Clear EC2
  - Bass - Clear EQ3
  - Snare - Power Center

- Hardware - Tama
  - Tama Speed Cobra double pedal (SOAPF)
  - Tama Iron Cobra Power-Glide double pedal
  - Tama Iron Cobra Lever-Glide hi-hat stand
  - Power Tower Rack System
  - 1st Chair Ergo-Rider Drum Throne

- Other
  - Pro-Mark Millennium II 5A Daniel Svensson signature sticks

## ディスコグラフィ

### イン・フレイムス
アルバム
- 1999年　Colony
- 2000年　Clayman
- 2002年　Reroute To Remain
- 2004年　Soundtrack To Your Escape
- 2006年　Come Clarity
- 2008年　A Sense Of Purpose
- 2011年　Sounds of a Playground Fading

シングル・ミニアルバム
- 2002年　Cloud Connected
- 2003年　Trigger
- 2004年　The Quiet Place

ライブ
- 2001年　The Tokyo Showdown （日本でのライブ）

ビデオ
- 2005年　Used & Abused - In Live We Trust （ライブ）

### Sacrilege
アルバム
- 1996年 Lost in the Beauty You Slay
- 1997年 The Fifth Season